# Francisco Norden
Francisco Norden (* 9. November 1929 in Brüssel) ist ein kolumbianischer Filmregisseur, Drehbuchautor und Filmproduzent.
Der Sohn eines österreichischen Vaters und einer kolumbianischen Mutter besuchte bis 1948 das Colegio Mayor del Rosario in Bogotá. Er begann dann ein Architekturstudium an der Universidad Nacional in Bogotá, das er an der École Nationale des Beaux Arts in Paris und der Polytechnic School of Architecture in London fortsetzte.
1955 kehrte er nach Kolumbien zurück, wo er als Film- und Theaterkritiker für Zeitschriften wie El Mercurio, La Calle, Mito und El Tiempo arbeitete. Ab 1958 studierte er in Paris am Institut des hautes études cinématographiques (IDHEC). 1963 entstand sein erster Kurzfilm Las murallas de Cartagena, dem weitere Kurzfilme folgten. Mit Los balcones de Cartagena (1966) gewann er den Großen Preis beim Filmfestival von Campiones. Bis Ende der 1970er Jahre entstanden weiter dokumentarische Kurzfilme und abendfüllende Filme. 
Beim Festival von Tarbes wurde sein Film Se llamaría Colombia (1975) ausgezeichnet. 1984 entstand der Spielfilm Cóndores no entierran todos los días nach der gleichnamigen Novelle von Gustavo Álvarez Gardeazábal. Mit diesem Film über den kolumbianischen Bürgerkrieg Anfang der 1950er Jahre gewann er Preise bei den Filmfestivals von Biarritz, Chicago, Huelva, Havanna und Bogotá.
Für das französische Fernsehen produzierte Norden 1989 auf verschiedenen Kontinenten eine Dokumentarfilmreihe über die Kultur der Nomaden und 1992 La ruta del Libertador über Persönlichkeiten der kolumbianischen Geschichte. 2005 drehte er nach einem eigenen Drehbuch den Film El trato.

## Filmographie
- 1963: Las murallas de Cartagena
- 1965: La tierra del hombre
- 1965: Surcos
- 1966: Los balcones de Cartagena
- 1968: La leyenda de El Dorado
- 1969: La ruta de los Libertadores
- 1973: Ayacucho
- 1974: Camilo el cura guerrillero
- 1975: Se llamaría Colombia
- 1975: I Villagi
- 1975: Congreso mundial de brujería
- 1976: Sierra de la Macarena
- 1977: Arte Tairona
- 1978: Fósiles de Villa de Leyva
- 1979: Ciudad perdida
- 1981: Hoy conocí a Bolívar
- 1984: Ein Mann von Prinzip (Cóndores no entierran todos los días)
- 1987: París es lindo
- 1990: Kantus, el último viaje
- 1992: La ruta del Libertador
- 1992: La ruta de Bolívar
- 1996: José Asunción Silva
- 1998: Dos visiones de Colombia
- 2005: El trato